# Лорена (ураган, 2019)
Ураган Лорена (англ. Hurricane Lorena) — сильний тропічний циклон, який приніс рясні опади, повені  на південно-західну Мексику та півострів Каліфорнія у вересні 2019 року. Лорена була тринадцятим штормом та сьомим і останнім ураганом сезоні ураганів у Тихому океані.

## Метеорологічна історія
О 15:00 за UTC, 11 вересня, NHC відзначив можливість утворення регіону низького тиску біля узбережжя Центральної Америки. О 6:00 UTC 14 вересня, область низького тиску сформувалася і повільно розвивалася, а до 15:00 UTC 17 вересня вона перетворилася на Тропічну шторм Лорена біля узбережжя Мексики. Лорена поступово рухалася на північний захід до узбережжя Мексики, одночасно посилюючись, і до 3:00 UTC 19 вересня Лорена досягла початкової пікової інтенсивності 75 миль / год. Взаємодія із землею призвела до того, що Лорена ослабла нижче статусу урагану до 15:00 UTC 19 вересня. Лорена продовжувала рух із заходу на північний захід і відновила статус урагану до 15:00 UTC 20 вересня.  Лорена ще більше посилиться і досягне піку о 21:00 UTC 20 вересня з вітром 85 миль / год та тиском 985 мілібар.  До полудня 21 вересня структура Лорени почала погіршуватися. Через посилення зсуву вітру та ослаблення, спричинене гірською місцевістю Нижньої Каліфорнії, Лорена до середини ранку 22 вересня переродилася в тропічну депресію, ставши до цього вечора зоною низького тиск.

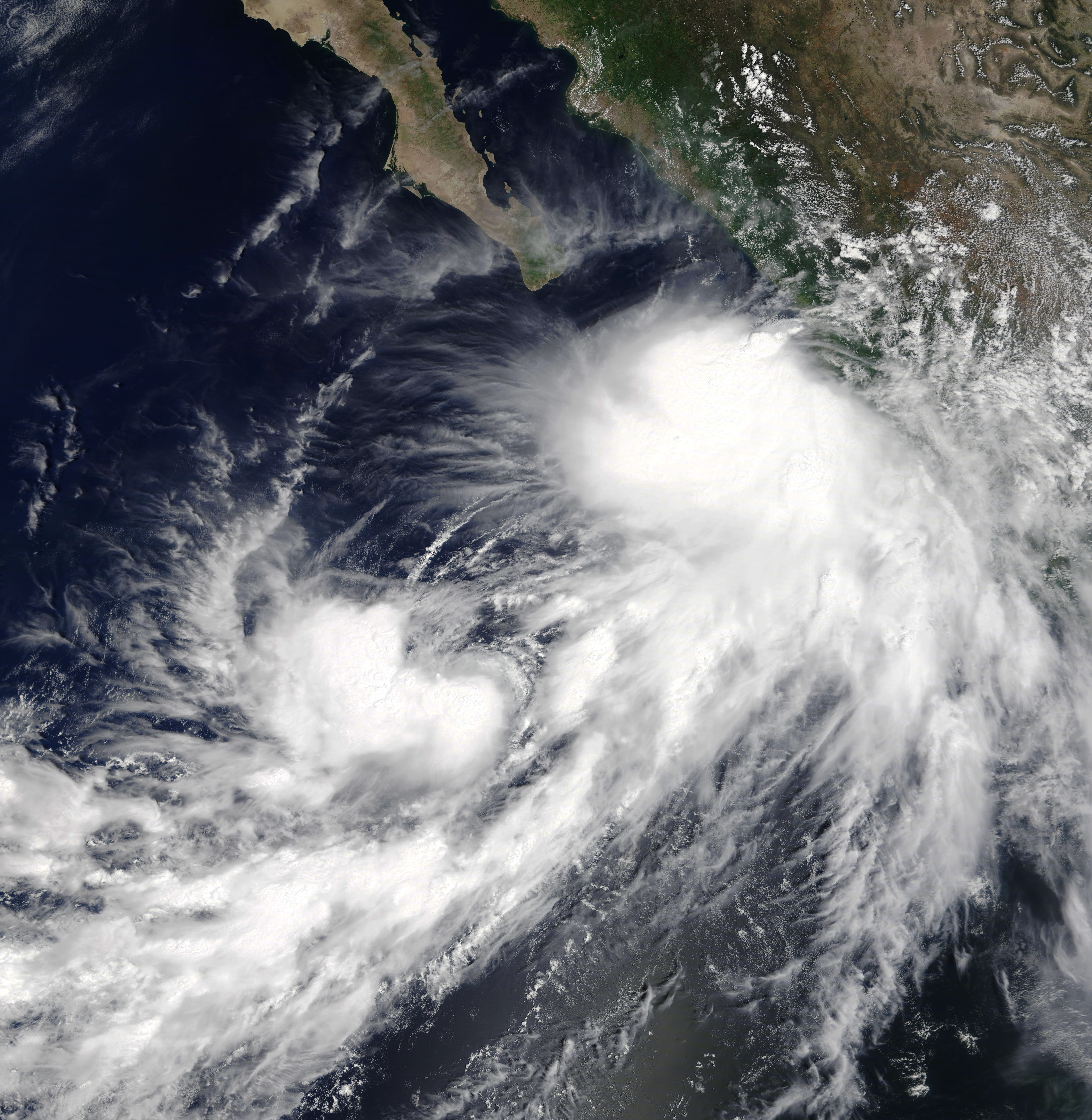
Тропічний шторм Маріо (ліво) і Лорена (право') 19 вересня

## Підготовка та наслідки

### Герреро і Мічоакан
У середу, 18 вересня, Лорена сильно вплинула на штати Герреро та Мічоакан. Повідомлялося про рясні опади та повалені дерева.

### Коліма та Халіско
Лорена рухалася дуже близько до берега і взаємодіяла із землею в штатах Коліма та Халіско.  Повідомляється про затоплені вулиці, розмиті дороги, незначні зсуви в 10 муніципалітетах та десятки повалених дерев. У деяких районах електроенергія була вимкнена. Губернатор Коліми, Хосе Ігнасіо Перальта, заявив, що протягом 24 годин випало майже 8 дюймів дощу, а понад 7 400 акрів таких культур, як банани та папая, були затопленні по всій державі. Він також повідомив, що через Лорену ніхто не помер. Губернатор Халіско Енріке Альфаро Рамірес заявив у Twitter, що служби цивільного захисту та військово-морські сили обслуговують людей, які цього потребують, але повідомлень про загибель людей не надходило. Річка Куїксмала прорвала береги в муніципалітеті Ла-Уерта і затопила сільськогосподарські землі. Шкода в Халіско було завдано на 17,7 мільйона песо (1 мільйон доларів США).

### Півострів Каліфорнія
Після того, як Лорена просунулась уздовж південно-західного узбережжя Мексики, уряд Мексики видав попередження про ураган для південного узбережжя Нижньої Каліфорнії, оскільки, як очікувалося, шторм вийде на узбережжі  як ураган. Після того, як він віддалився від узбережжя і почав рухатися ближче до Нижньої Каліфорнії, люди почали барикадувати двері та вікна та витягувати свої човни з океану, готуючись до неминучих наслідків Лорени.  Урядовці закрили школи і перетворили їх у притулки, якщо це буде потрібно. Коли Лорена почала рухатися паралельно узбережжю півострова, влада Лос-Кабоса заявила, що 787 людей знайшли притулок у 18 притулках; однак багато туристів не вживали заходів обережності і все одно їздили до Лос-Кабоса, незважаючи на ураган. У п’ятницю було скасовано багато рейсів до та з міжнародного аеропорту Лос-Кабос.
У Лос-Кабосі через велику хвилю винесло в море батька та сина. Батько остаточно втопився, намагаючись врятувати сина.

### Аризона
Залишки урагану "Лорена" 22–24 вересня принесли в райони Аризони сильний дощ. Опади досягли максимуму від 100 до 150 мм біля Фенікса. 23 вересня гроза спричинила короткий торнадо EF0 у Нью-Рівері в окрузі Марікопа.